# Jean Lasserre
Jean Lasserre (Genève, 28 oktober 1908 – Lyon, 22 november 1983) was een predikant van de Hervormde Kerk van Frankrijk, een vredestheoloog, de reissecretaris van de Franse afdeling van de International Fellowship of Reconciliation en de redacteur van de Cahiers de la Réconciliation, een Franstalig tijdschrift. Zijn boek, Oorlog en het Evangelie (Frans origineel 1953) maakte hem internationaal bekend. 

## De voorgeschiedenis
Lasserre's vader, Henri Lasserre (geboren op 4 juli 1875 in Genève, Zwitserland, overleed op 26 mei 1945 in Toronto, Ontario, Canada) Zijn familie kwam als Hugenoten uit Pont de Camarès ( Frankrijk ) en emigreerde in 1749 naar Zwitserland. Al heel jong was Henri Lasserre geïnteresseerd in Tolstoj en het leven in gemeenschappen en emigreerde later naar Canada. Jean Lasserre droeg zijn boek "oorlog en het evangelie" op aan de nagedachtenis van zijn vader. Zijn moeder, Marie Schnurr werd geboren op 12 januari 1878 in Lyon, Frankrijk en overleed op 19 februari 1960 in Lyon. Ze was een kunstenaar en botanicus . Na de scheiding van zijn ouders in 1909 woonde Jean Lasserre in Lyon. In 1930 werd hij Frans staatsburger. 

## Studies en ontmoeting met Dietrich Bonhoeffer
Van 1926 tot 1930 studeerde Jean Lasserre theologie in Parijs en van september 1930 tot 1931 was Lasserre seminarist aan het Union Theological Seminary in New York. Daar ontmoette hij twee andere Europese geleerden, Erwin Sutz en Dietrich Bonhoeffer. Ondanks de spanningen tussen Frankrijk en Duitsland, werden Bonhoeffer en Lasserre vrienden. Na het studiejaar reisden Jean Lasserre en Dietrich Bonhoeffer door de Verenigde Staten en Mexico.
In de daaropvolgende jaren waren er verschillende ontmoetingen: 1931 op een oecumenische conferentie in Cambridge. In 1932 in Les Houches in de vallei van Chamonix, 1934 op de Wereldjongerenconferentie van de World Association for Friendship through the Churches en in hetzelfde jaar in Bruay en Artois. Uiteindelijk kon Lasserre alleen per brief met Dietrich Bonhoeffer corresponderen tot Bonhoeffer in april 1943 werd gearresteerd en niet veel later werd geëxecuteerd. Tijdens de Duitse bezetting van Frankrijk verbrandde Jean Lasserre al hun brieven. Dit uit bezorgdheid voor zijn familie en zichzelf.

## Parochie, familie, verzet en strijd tegen alcoholisme, racisme en prostitutie
Na het voltooien van zijn theologische studies van 1932 tot 1938 was Jean Lasserre pastoor van de gereformeerde kerk in Bruay-en-Artois, waar hij in 1938 trouwde met Geneviève Lasserre Marchyllie (geboren op 8 maart 1912 in Calais, overleden op 11 april 1991 in Lyon ). Ze kregen samen drie kinderen. Dietrich Bonhoeffer bezocht daar Lasserre. In de gemeenschap vocht Lasserre tegen alcoholisme en racisme. 
Van 1938 tot 1949 was Lasserre pastor in Maubeuge. Tijdens de Tweede Wereldoorlog was Lasserre actief. Zo verborg hij voor het Franse verzet twee radio-ontvangers uit Londen. Dit als voorbereiding op een aanslag op een munitietransport. Bij de aanslag vielen er geen slachtoffers. Daarna werkte Lasserre als advocaat in gerechtelijke procedures tegen leden van het verzet. Hij slaagde er in in ieder geval in één geval in om iemand van de doodstraf te redden.
In 1946 lanceerde hij een campagne tegen prostitutie (zie zijn boek Comment les maisons furent fermées, 1955). Van 1949 tot 1953 was Lasserre predikant in Épernay. In Épernay schreef Lasserre over de oorlog en het evangelie en schreef hij zijn eerste boek over vredestheologie. Van 1953 tot 1961 was hij pastoor van de "Broederschap in St. Étienne" en van 1969 tot 1973 pastoor in Calais. 

## Vredeswerk voor de International Fellowship of Reconciliation
Als lid van de Franse tak van de International Fellowship of Reconciliation, die in 1921 door Henri Roser anderen werd opgericht, diende Lasserre in 1961 als reissecretaris van de International Fellowship of Reconciliation. Op 29 maart 1966 bezocht Martin Luther King Jr. Lyon en hield een toespraak voor 5 000 mensen, en Jean Lasserre was een van de organisatoren. Lasserre nam ook deel aan de strijd tegen de oorlog in Algerije en aan de strijd tegen marteling. 
Een selectie van zijn lezingen in 1965 werd gepubliceerd in het tweede boek over vredestheologie, 'Les Chrétien et la Violence'.
Van 1957 tot 1968 en opnieuw van 1977 tot 1978 was Lasserre redacteur van de Cahiers de la Réconciliation, het tijdschrift van de Franstalige Fellowship of Reconciliation. 
In 1966 reisde Lasserre door Afrika, bleef in contact met de Kimbanguistenkirche in Frans-Congo (nu de Republiek Congo ) en hielp haar toe te treden tot de Wereldraad van Kerken. Ook nadat Lasserre in 1973 met pensioen ging, bleef hij actief in zijn strijd voor de vrede. Zo was hij actief in de strijd tegen kernwapens. En zorgde hij voor Frans-Duitse ontmoetingen met theologische studies over het evangelie en geweldloosheid. 

## Betekenis
Samen met de doopsgezinde theoloog John Howard Yoder had Jean Lasserre een belangrijke bijdrage aan de positie van christelijke pacifisten. Die zich lieten inspireren door de zaligspreking van Jezus in Mattheüs 5:9, "Zalig de vredestichters want zij zullen kinderen Gods genoemd worden".
in de nasleep van de Oecumenische Conferentie van 1948 in Amsterdam over de drie verschillende standpunten binnen het christendom over de kwestie van geweld. Ontwikkelde hij de gedachte van de Constantijnse ketterij. Aangezien in de tijd van romeinse keizer Constantijn er geen scheiding meer was kerk en staat. Maar Constantijn het christendom in de staatsgodsdienst veranderde. 

## Werken
- La Guerre en l'Evangile . Parijs, 1953. Duitse vertaling van oorlog en het evangelie Chr Kaiser Verlag, München, 1956 (opgenomen in het Handbook of Christian theology of peace, cd-rom, digitale bibliotheek, Berlijn 2004,ISBN 3-89853-013-2 ). Engelse vertaling: oorlog en het evangelie, James Clarke & Co. Ltd., Londen, 1962. Nieuwe editie : Oorlog en het evangelie vertaling, Herald Press, Scottdale, Pa, 1974.
- Commentaar les "maisons" furent fermées, Genève, 1955.
- Les Chrétien et la Violence . Editions de la Réconciliation, Parijs 1965. Tweede druk met een voorwoord van Frédéric Rognon, Lyon 2008. Duitse vertaling: Christendom vóór de kwestie van geweld. Het uur is aangebroken voor een heroverweging. Vertaald uit het Frans door Dietlinde Haug, Ed Engelke Matthias en Thomas Nauerth. LIT Verlag, Berlijn, 2010,ISBN 978-3-643-10689-6 .
- Un contre-sens vasthouden. Jésus chassant les marchands du tempel. Jan 2, 13-17 . Parijs, 1967.

Armée ou défense civile non-violente ? Ouvrage collectif publié par Combat non-violent . La Clayette 1975.
- La Tour de Siloé. Jésus et de la résistance son temps . Lyon 1981.
- La Défense Nationale militaire est-elle geloofwaardig? Lyon, 1982.